# 冒冒グラフ
『冒冒グラフ』（ぼうぼうグラフ）は、1995年10月10日（9日深夜）から1996年3月30日（29日深夜）までフジテレビで放送されていたバラエティ番組である。15分間の帯番組で、毎週火曜 - 金曜 0:35 - 0:50（月曜 - 木曜深夜）、土曜 1:20 - 1:35（金曜深夜）（JST）に放送（日によって多少の変動あり）。

## 出演者
- 今田耕司
- 東野幸治
- 板尾創路

- 木村祐一(「OUT IN OUT」の審査員・本田役、声のみ)
- テイトウワ(「サウンドスナイパー」のスナイパ―役)

## 概要
当時『ダウンタウンのごっつええ感じ』に出演し、コントや番組企画で番組の脇を固めていた今田耕司、東野幸治、板尾創路の3人が出演した初の帯番組として、15分間の中にありとあらゆるネタ・コーナーを詰め込んだバラエティ番組である。各コーナーに割り当てられる時間は、長いものでも2分程度で、極端に短いものは3秒程度のコーナーもあった。
ひとつの週の間は、毎日同じコーナー・同じタイムテーブルで放送されており、番組開始からの経過時間を画面右上に表示していた。また、1回ごとにオチがつくコーナーもあれば、ネタが翌日に続くコーナーもあった。続き物の場合は、同じコーナーを月曜から金曜まで観ることでネタが完結し、コーナーが成立するという仕組みであった。この番組システムを「番組をグラフ化してみる試み」と銘打っていた。15分の番組として観るか、1つのコーナーを追いかけて観るか、ということで「縦軸で観るか、横軸で観るか」というキャッチフレーズもあった。
現在のようにHDDレコーダーも無い当時、視聴者にとって実際に「横軸で観る」楽しみ方は難しく、放送中は各コーナーに関する説明も一切無かったため、視聴者によっては「よく意味の分からないコーナーがひたすら流れ続ける」というシュールな番組にも受け取られる内容であった。放送の最終週で行われたネタあかしや、番組をまとめたビデオや本を観ることでやっと番組の全貌が明らかになった。
3人のトーク部分や「有名人ベスト5」コーナーは、当時吉本興業が所有していた渋谷公園通り劇場で観覧客を入れて収録していた。
提供のバックは、開始時がレトロ調の女性の写真、終了時はテストパターンとなっていた。
当番組が終了した直後の1996年4月からは、同じメンバーによる週1回の番組『Oh!黄金サービス』が放送された（同年9月まで）。

## 主なコーナー
番組内ではほとんどのコーナーに正式なタイトルが付けられておらず、以下に記載したコーナー名は便宜的なものである。ただし、「冒冒ブックス」に収録されたコーナーはそのタイトルを記載した。

### 一週間に亘るコーナー
ネタが月曜から金曜まで続き、金曜でオチがつくコーナー。
オープニングトーク
今田ら3人によるフリートーク。話題は週替わりとなっていた。
有名人ベスト5
あるテーマにしたがって、芸能人を始めとした有名人のベスト5を決定する。3人が有名人の顔写真パネルをランキング表に配置しながら検討する。ただし、ベスト5のテーマは視聴者には知らされないまま終わるので、3人の会話の内容と選ばれた写真の顔ぶれで、視聴者側が想像を働かせて推測し楽しむコーナーだった。顔写真パネルは『笑っていいとも!』のテレフォンショッキングでカレンダーに使用されたものを再利用していた。
テーマの例：人糞を食べていそうな有名人、悪魔に魂を売っていそうな有名人
OUT IN OUT
不良上がりの3人が組むお笑いトリオ「OUT IN OUT」が、お笑い番組出演を目指して様々なオーディションを受けるというコント。とはいえ、板尾以外の2人は単にテレビに出て自慢したいと言う気持ちが強く、毎回審査している構成作家の本田に散々ダメ出しされて不合格になっていた。初めは普通にネタをしていたが、あまりに落ちるため「三段オチ」と言って雑誌の読者コーナーをそのまま読み、オリジナル要素として自分達で評価をつけたと言いはるなどの有様であった。最終週ではオーディションを受けていた番組が最終回になり、記念でテレビ出演できたが、極度の緊張でネタをとちってしまい即退場させられる、という終幕だった。
メンバーは「リーダーで真面目にネタをしようとする板尾」、「金持ちの息子で元番長、空気を読まずにスゴんでばかり、作家を金で買収しようとする、目立ちたがりの東野」、「貧乏すぎていじめられっ子でヘタレでバカの今田」というキャラクターで、「冒冒ブックス」において相当細かい人物像が設定されていることが明らかになった。
満天握り月太郎
当番組の放送当時、実際に連載されていたマンガ『満天握り月太郎』をメンバーが代読するというもの。映像は、マンガのコマをそのまま放送。BGMやSEもメンバーがかけていた。メンバーは3人の他に氏名不明の女性が1人いた。しかし、放送期間中に掲載誌「コミック山ちゃん」が休刊したために終了。なお、作品は後に「COMICトッパー」（英知出版）にて連載が再開された。作者のたがわ靖之は、当番組にゲスト出演後、「冒冒ブックス」用に新作の『満天握り月太郎』を執筆したが、2000年9月に逝去した。
直後に刑事マンガを同様の形式で放送したものの、松本人志から「何か嫌や」とクレームが入ったため打ち切りとなり、代わりに「サウンドスナイパー」が放送された。
ものまね
全身タイツを着たメンバーが、ある物や人の形態模写を月曜から金曜まで5段階の手順を踏んで行う。金曜には何の形態模写を行っていたかのネタあかしをしていた。
ご当地絶叫
日本の全国各地にメンバーが1人ずつ行き、ご当地にちなんだ5文字の言葉を絶叫する。月曜は1文字だけ、火曜は2文字目まで、と増え、金曜で5文字叫ぶ。また、画面も5分割でモザイク掛けされ、1日ごとにモザイクがはがれていった。金曜で5文字叫んだ後はメンバーが各地で遊ぶ姿が少しだけ流れたが、板尾が担当した週は何故か豪遊シーンばかりが登場していた。半年だったため当然全国制覇はならず、また最終週は今田がアメリカから絶叫した。
絶叫の例：福岡県に行って「めんたいこ」、広島県に行って「カキフライ」
パラパラマンガ
各メンバーが自作したキャラクターをもとにしたクレヨン画パラパラマンガを、毎日1コマずつ3秒程度見せていく。このコーナーのみ、半年かけて完結するネタだった。放送最終週および「冒冒ビデオ」にて、このマンガを連続再生したアニメーションが放送された。

### 1回完結・分割式のコーナー
各回ごとにオチがつき、その回だけ観てもある程度内容が把握できるコーナー。「世界の言葉」にて翌日の担当者が最後に少しだけ登場するなど、前日・翌日との関連が見られるコーナーもある。
今田の説法
楽屋で東野と板尾が雑談していると、その話題に関して、突然今田が「笑いも一緒やろ」というお決まりの一言を発し、こじつけたような笑いについての説教を始める。このコーナーは全くのアドリブで、今田がうまい例えを思い浮かばない時には、東野と板尾は延々と雑談を続けなければならなかった。「笑いも一緒やろ」の後には効果音として三味線の音が鳴り、最後に決まった際（すべる時もある）にはヴィブラスラップの音が鳴った。
世界の言葉
今田はスナフキン、板尾はインディ・ジョーンズ、東野はアフリカの民族を連想させる謎の衣装で登場。「知識は荷物になりません。あなたを守る懐刀」を合言葉に、3人が交代で毎日ひとつの国を取り上げ、皮肉をきかせた概況を説明する。最後は「そんな○○国でも、犯罪は起こります」ということで、「犯人はこいつだ!」という文の現地語を紹介する。最終回は日本。
放送最終週では、当コーナーに対して「世界各国の悪口を言っているようにしか聞こえなかった」という視聴者からの投書が紹介された。板尾は「国の現状を調べて事実を言っただけ」と反論していた。
サイコロ
3人がそれぞれサイコロ10個ずつ、合計30個を同時に投げ、全部「1」の目が出ることを目指す。1日に1投のみのミニコーナーで、初期はメンバーの1人が「もし全部1が出たら、○○する」（例：東野が他の2人に「一生お前たちを守る」）と無茶な宣言をしながら投げていた。後期は「全部1が出たら賞金○○○万円獲得（300万円からスタート、失敗すると1万円ずつ減額）」という企画になった。セットは古いアパートの一室を模したもので、3人はジャージを着用していた。「1」の出た記録は最低で1個、最高は10個だった。
1996年の『新春かくし芸大会』では、3人がこのコーナーの要領で大きなサイコロを転がし番組タイトルを完成させる演目が行われ、今田は「最近サイコロを転がす仕事ばかりしている」とコメントした。
日めくりカレンダー
3人の一言日記が書かれた日めくりカレンダーが毎日めくられていく。
実験料理
科学研究室のようなセットで、白衣を着た3人が「様々な食べ物を、ふりかけやゼリー、そばなどに加工したらおいしいのか」という実験を行う。試食品自体は完成しており、3人が試食の後コメントする形式である。セットの後ろには、試食品の調理に協力した企業からの花輪が飾られていた。
板尾の歌
あまりメジャーとはいえない演歌・歌謡曲を、板尾が熱唱する。放送時間尺の都合で毎回途中から始まる構成になっており、最後のフレーズだけデタラメな歌詞になる。曲目は週替わりで、金曜では膨大な紙吹雪が舞い散る中での熱唱であった。
オチの例
「バカは死ななきゃアンアアンアアン医療ミス」（香田晋“雪次郎鴉”）
「ホテル住まいの小学生」「仮設トイレは外開き」「JALとANAとが譲り合い」（森雄二とサザンクロス“意気地なし”）
「ああぁ もう一度 パンダの担当になりたい」（美川憲一“幸せになりたい”）
「馬場と猪木を寝かしつけて 鶴田と飲みたい」「トムとジェリーに嘘をついて その気にさせたい」（尾形大作“大連の街から”）
「果てなく続くタモリ倶楽部」「果てなく続くサユリスト」（西郷輝彦“旅はさすらい”）
「おさるのかご屋は後ろがメスだ」（三田りょう“香水”）
「メガネを換えたら子供ができた」「殺意こらえて共同作業」（細川たかし“夢酔い人”）
サウンドスナイパー
今田とテイトウワが出演。「満天握り月太郎」の後を継いで始まったコーナー。視聴者から復讐依頼のハガキを募集し、今田が毎日一枚ずつ読み上げる。今田が「いいだろう!」「やっちまえ!」などと依頼を受諾すると、テイがシンセサイザーからサウンドを流して標的を始末する。復讐と言ってもほとんどがどうでもいい内容であり、あまりにくだらない依頼の場合は依頼者が始末されることもあった。
このコーナーの始めと終りには放映時には「007のテーマ」が流れていたが、冒冒ビデオに収録時は権利の問題から、似た雰囲気のオリジナル曲に変更されていた。
依頼内容の例：同級生を始末してほしい。彼から「これやばいビデオだから」と言われ再生すると『キテレツ大百科』が流れてきた。
サウンドの例：『笑っていいとも!』のCM前の音楽が流れるが、途中から音質が乱れ、最後に銃声が鳴る。
なんでも情報
都内の不動産屋、劇団、アーティストのライブ、成人向けピンク映画館、わたりとしおダンススクールなど、本物の情報ではあるものの、ほとんどの視聴者にとっては特別有用と思えないような情報を伝える。フジテレビの社員食堂に関する情報では時差昼食を催促したり、改編期末期には「どうも終わるらしいで〜!?→もしかしたら終わってしまうかもしれへんで〜!?→もうすぐ終わるかもしれへんで〜!?→間もなく終わってしまうかも!?しれへんで〜情報」の募集告知を行った。BGMは月替わりとなっていた。
エンディング
ちょっとしたネタを絡めた、自己紹介とタイトルコール。「今田耕司です」「東野幸治です」「板尾創路です」「（今田）僕たち、○○な3人がお送りする、番組をグラフ化してみる試み」「（3人）冒冒グラフ!」という形式だが、○○の部分は内輪話が多かった。その後は東野と板尾が「縦軸で観る○○な人」「横軸で観る○○な人」と今田のネタを受けたフレーズを挟み、3人で「冒冒グラフ」と唱和を繰り返す。最後は今田の一言で締める（次項も参照）。

## テレビゲームとの連動
エンディングの最後に今田が発する一言は、1995年12月22日にハドソンから発売されたスーパーファミコン用ゲームソフト『天外魔境ZERO』のヒントとなっていた。このゲームはカレンダー機能の内蔵により、現実の日付と連動してイベントが発生するようになっており、放送日に今田の一言に従った行動をゲーム中で行うことで隠しイベントなどを見ることができた。今田自身も隠しキャラクターとしてゲーム内に登場する。

## 出版物

### 本
- 冒冒ブックス（フジテレビ出版・扶桑社、1996年3月発売） - 「01 料理（満点握り月太郎、実験料理）」「02 格言（今田の説法、板尾の歌、世界の言葉）」「03 伝説（OUT IN OUT、ものまね）」「04 トーク（オープニングトーク集）」の4分冊のセットとして発売された。

### ビデオ
- 冒冒ビデオ（上・下）（フジテレビ・ポニーキャニオン、1996年8月発売） - 「有名人ベスト5」「日めくりカレンダー」「なんでも情報」以外の各コーナーの傑作選が収録されているが、放送当時の形式ではなく、話がつながるように再構成されている。二重音声になっており、主音声は本編、副音声は番組未放送部分も含む3人のフリートークが収録されている。タイトル案には「セルロイドブラザーズ」「冒冒手帳」というものもあったことが明かされていた。

## スタッフ
- 構成：倉本美津留、三木聡、木村祐一、長谷川朝二
- CG：岩下みどり
- 編集：太田友康、永吉敬文
- MA：円城寺暁
- 音響効果：田中寿一
- 音楽制作：増田俊郎
- ディレクター：林田竜一、菅剛史、北沢建一、城間康男
- プロデューサー：小須田和彦
- 制作協力：吉本興業
- 制作：フジテレビ第二制作部（現・バラエティ制作センター）
- 制作著作：フジテレビ

## 挿入歌
- ヌードと愛情/VANILLA